# Hugo Speer
Hugo Alexander Speer (Harrogate, 17 marzo 1968) è un attore britannico.

## Biografia
Nato a Harrogate, North Riding of Yorkshire, è stato educato alla "Harrogate Grammar School". Ha iniziato la sua carriera da attore facendo delle apparizioni nelle serie televisive Metropolitan Police e Heartbeat, e ha interpretato un ruolo minore nel film Picnic alla spiaggia. La sua prima apparizione significativa è stata quella nel ruolo di Guy nel film Full Monty - Squattrinati organizzati (1997). In seguito ha recitato anche in altri film, tra cui Swing (1999), Boudica, Deathwatch - La trincea del male e The Interpreter (nel ruolo del fratello di Nicole Kidman).
Ha recitato più assiduamente in televisione, in sitcom come Men Behaving Badly, Clocking Off e The Last Detective. Nel 2006 ha lavorato nella serie Sorted e nel 2008 ha recitato al fianco di Martine McCutcheon in Echo Beach. Nel 2011 ha interpretato un personaggio nella serie Haven. Ha recitato come John Foster nel penultimo e ultimo episodio della quarta stagione di Skins. Nel 2013 compare nella pellicola Nymphomaniac del regista danese Lars von Trier, interpretando il personaggio di "Mr. H" all'interno del terzo capitolo del film ("Mrs. H").
Ha interpretato l'ispettore Valentine nella serie televisiva Padre Brown nella prima stagione e nel primo episodio della seconda. Dal 2014 interpreta il capitano Treville nella serie The Musketeers. Dal 2015 è sposato con l'attrice Vivienne Harvey, da cui nel 2013 ha avuto una figlia, Nico Belle.

## Filmografia parziale

### Cinema
- Picnic alla spiaggia (Bhaji on the Beach), regia di Gurinder Chadha (1993)
- Full Monty - Squattrinati organizzati (The Full Monty), regia di Peter Cattaneo (1997)
- Swing, regia di Nick Mead (1999)
- Deathwatch - La trincea del male (Deathwatch), regia di M. J. Bassett (2002)
- Boudica, regia di Bill Anderson (2003)
- The Interpreter, regia di Sydney Pollack (2005)
- Nymphomaniac - Volume 1 (Nymphomaniac: Vol. I), regia di Lars von Trier (2013)

### Televisione
- Metropolitan Police (The Bill) – serie TV, episodi 8x85-12x29 (1992-1996)
- Men Behaving Badly – serie TV, episodio 6x03 (1997)
- Clocking Off – serie TV, episodio 4x01 (2003)
- The Last Detective – serie TV, episodio 3x02 (2005)
- Sorted – serie TV, 6 episodi (2006)
- Echo Beach – serie TV, 12 episodi (2008)
- Miss Marple (Agatha Christie's Marple) – serie TV, episodio 4x02 (2008)
- Heartbeat – serie TV, episodi 2x09-18x19 (1993-2009)
- Skins – serie TV, episodi 4x07-4x08 (2010)
- Five Days – serie TV, 4 episodi (2010)
- Haven – serie TV, episodio 2x03 (2011)
- Vera - serie TV, episodio 1x02 (2011)
- L'ispettore Barnaby (Midsomer Murders) - serie TV, episodio 13x07 (2011)
- Delitti in Paradiso (Death in Paradise) – serie TV, episodio 1x01 (2011)
- I fantasmi di Bedlam (Bedlam) – serie TV, 12 episodi (2011-2012)
- Padre Brown (Father Brown) – serie TV, 12 episodi (2013-2020)
- The Musketeers – serie TV, 28 episodi (2014-2016)
- Britannia – serie TV, 20 episodi (2018-2021)
- Full Monty - La serie (The Full Monty) – miniserie TV, 4 episodi (2023)

## Doppiatori italiani
Nelle versioni in italiano delle opere in cui ha recitato, Hugo Speer è stato doppiato da:
- Angelo Maggi in Padre Brown, The Musketeers, Marcella (st. 3)
- Christian Iansante in Full Monty - Squattrinati organizzati, Full Monty - La serie
- Domenico Strati in Deathwatch - Trincea del male
- Massimiliano Manfredi in The Interpreter
- Sergio Luzi in Five Days
- Roberto Pedicini ne I fantasmi di Bedlam
- Luca Biagini in Nymphomaniac
- Dario Oppido in Britannia
- Gerolamo Alchieri in Marcella (ep. 2x08)